# Salman Rushdie

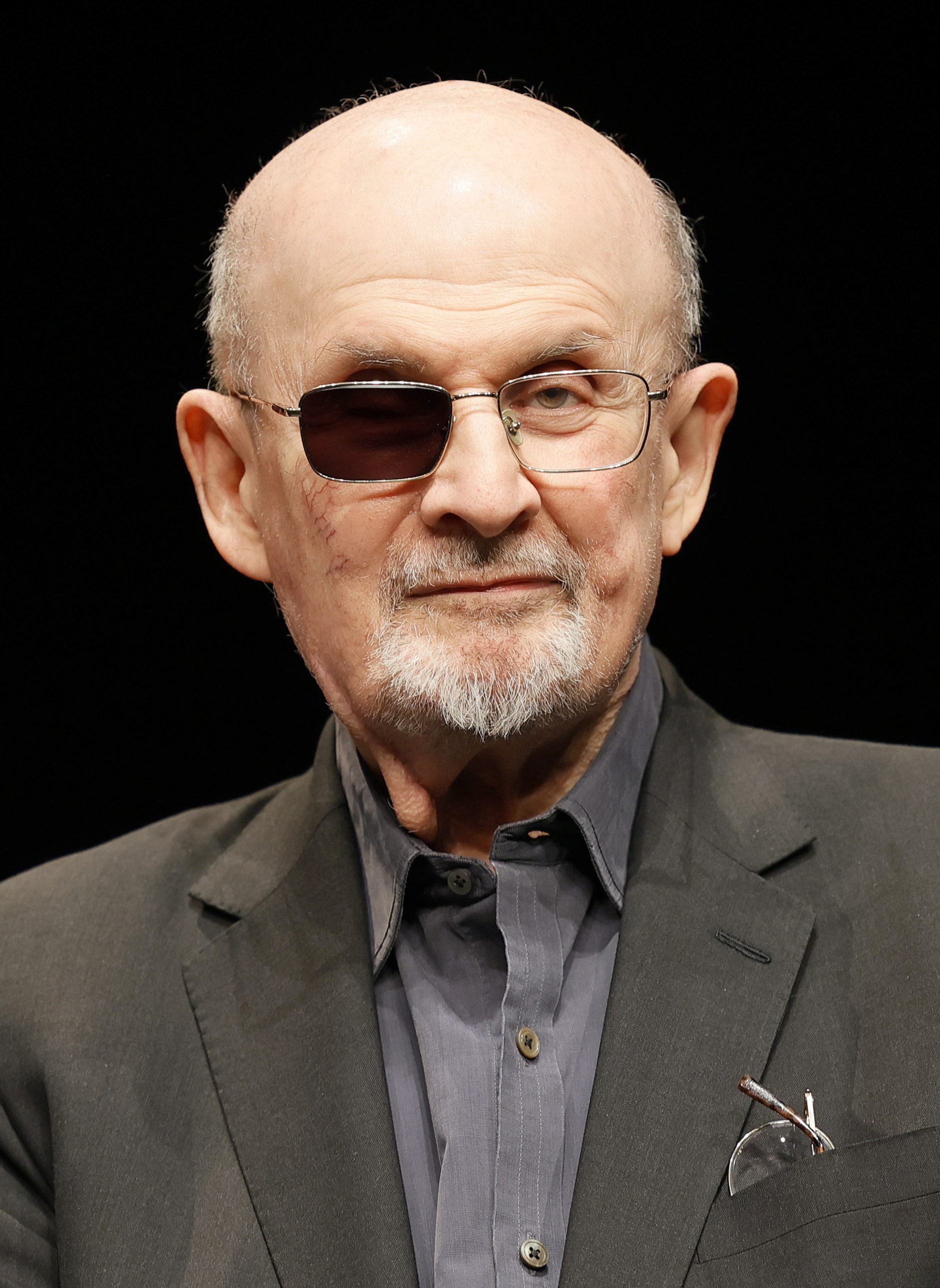
Salman Rushdie (2024)

Sir Ahmed Salman Rushdie CH ([sælˈmɑːn ˈrʊʃdi], Urdu سلمان رشدی; * 19. Juni 1947 in Bombay, Britisch-Indien) ist ein indisch-britischer Schriftsteller. Er gehört zu den bedeutendsten Vertretern der englischen Gegenwartsliteratur. Seine Romane wurden in über 40 Sprachen übersetzt. Daneben schreibt Rushdie Kurzgeschichten, Reiseberichte, Essays und journalistische Arbeiten. Rushdies erster großer Erfolg war der Roman Mitternachtskinder, der 1981 mit dem Booker Prize ausgezeichnet wurde. Nach dem Erscheinen von Die satanischen Verse 1988 rief Ruhollah Chomeini, der Oberste Führer der Islamischen Republik Iran, mittels einer Fatwa alle Muslime dazu auf, Rushdie zu töten. In der Folge lebte Rushdie lange im Untergrund. 2022 wurde ein Anschlag auf ihn verübt, bei dem er ein Auge verlor.

## Leben und Werk

### Familie, Ausbildung und Frühwerk
Salman Rushdie wuchs in Bombay (heute Mumbai) in einer muslimischen Familie auf. Sein Vater Anis Ahmed Dehlavi, ein Anwalt und Geschäftsmann aus ehemals wohlhabender Familie, gab sich den Namen Rushdie aus Bewunderung für Ibn Ruschd, einen spanisch-arabischen Philosophen des zwölften Jahrhunderts, der in Europa unter dem Namen Averroes bekannt wurde. In Bombay besuchte er die renommierte Cathedral and John Connon School. Anis schickte seinen Sohn im Alter von 14 Jahren auf die Rugby School in England. Am King’s College der Universität Cambridge studierte Salman danach Geschichte. Bis er seinen Lebensunterhalt als Schriftsteller verdienen konnte, arbeitete er am Theater, als freier Journalist und überwiegend als Texter in der Werbung.
Mit Grimus veröffentlichte Salman Rushdie 1975 sein erstes Werk, das ihm aber nicht den erhofften Erfolg einbrachte. Sein internationaler Durchbruch gelang ihm 1981 mit dem Buch Mitternachtskinder, für das er mit dem Booker-Preis ausgezeichnet wurde. Sein drittes Buch Scham und Schande erschien 1983.

### Satanische Verse und Todesurteil
Einen weiteren Erfolg verzeichnete er 1988 mit seinem Werk Die satanischen Verse. Die in den Albträumen eines Protagonisten widergespiegelte Lebensdarstellung des Propheten Mohammed war der Anlass für den damaligen Obersten Führer des Iran Ruhollah Chomeini, Rushdie mittels einer Fatwa am 14. Februar 1989 zum Tode zu verurteilen. Begründet wurde diese Fatwa damit, das Buch sei „gegen den Islam, den Propheten und den Koran“. Chomeini rief die Muslime in aller Welt zur Vollstreckung auf. Die iranische „halbstaatliche“ Stiftung 15. Chordat setzte ein Kopfgeld von zunächst einer Million US-Dollar aus. Rushdie erfuhr von seinem Todesurteil durch eine Reporterin der BBC am Tag der Beisetzung seines langjährigen Freundes und Reisegefährten Bruce Chatwin (1940–1989).
Religiöse Autoritäten in Saudi-Arabien und die Scheiche der al-Azhar-Moschee in Ägypten verurteilten die Fatwa als illegal und dem Islam widersprechend. Dies begründeten sie mit der Tatsache, dass die Scharia es nicht gestatte, einen Menschen ohne ein Gerichtsverfahren zum Tode zu verurteilen, und es außerdem außerhalb der islamischen Welt (bzw. Staaten, in denen die Scharia angewandt wird) sowieso keine Rechtsgeltung habe. Auf der Islamischen Konferenz im März 1989 widersprachen alle Mitgliedsstaaten der Organisation der Islamischen Konferenz (Iran ausgeschlossen) der Fatwa.
Salman Rushdie erklärte gegenüber der islamischen Glaubensgemeinschaft sein Bedauern über „die Besorgnis, die die Veröffentlichung aufrichtigen Anhängern des Islam bereitet hat“. Aber auch nach dem Tode Chomeinis am 3. Juni 1989 wurde das Todesurteil aufrechterhalten. 1991 wurde das Kopfgeld der Chordat-Stiftung verdoppelt. Der Dichter lebte wegen der erhaltenen Morddrohungen in erzwungener Isolation an ständig wechselnden Wohnorten und unter Polizeischutz. Die zahlreichen Drohungen und Anschläge gegen die Verlage und die Ermordung eines Übersetzers verhinderten den Erfolg des Buches nicht; es erlangte eine weite Verbreitung. Die Drohungen werden bis heute vom Obersten Führer des Iran und Nachfolger Chomeinis, Ali Chamenei, ebenso wie von der iranischen Revolutionsgarde vertreten. Der Iran erklärte, die Fatwa könne nicht zurückgenommen werden, dies könne nur der Aussteller, der gestorben sei. Im September 2012 wurde das Kopfgeld noch einmal erhöht, auf nunmehr 3,3 Millionen Dollar. 2013 hatte Rushdie schon seit einigen Jahren keinen Leibwächter mehr und wurde nicht mehr rund um die Uhr bewacht.
Im Februar 2016 meldete die iranische Nachrichtenagentur Fars, dass vierzig staatliche iranische Medien zum Jahrestag der Fatwa das Kopfgeld für den Tod Rushdies um 600.000 Dollar auf fast 4 Millionen Dollar erhöht hatten. Chamenei erklärte im Februar 2019 aus Anlass des dreißigsten Jahrestages der Fatwa gegen Rushdie, dass Chomeinis damaliges Urteil über Rushdie auf heiligen Versen basiere und unwiderruflich sei.

### Flucht und Untergrund
Im Untergrund war Rushdie 1993 Gast im Haus von Günter Wallraff. Da alle Fluglinien, auch die Lufthansa, sich weigerten ihn zu fliegen, initiierte Wallraff einen Boykott gegen die Lufthansa. Nachdem hunderte Vielflieger in einem Zeitungsaufruf bekundeten, auf andere Linien umsteigen zu wollen, lenkte die Lufthansa ein. Auf seiner Flucht verfasste Rushdie für seinen Sohn Zafar das Märchen Harun und das Meer der Geschichten, in dem ein Märchenerzähler die Fähigkeit verliert, Geschichten zu erzählen, weil ihm der „Geschichtenhahn“ abgedreht wird und er keinen Zugang mehr zum „Erzählwasser“ hat. Sein Sohn macht sich auf den Weg, seinen Vater zu retten. Diese Geschichte diente als Parabel auf Rushdies eigene Situation – im Untergrund und getrennt von der Familie. Rushdie erhielt viele renommierte Preise; der herausragendste ist der Aristeion-Literaturpreis der Europäischen Union für sein Gesamtwerk.
Das nächste Werk, Des Mauren letzter Seufzer, erregte bei seinem Erscheinen 1995 besonders in Indien großes Aufsehen. Sehr deutliche Anspielungen auf die Führer der Hindu-nationalistischen Bewegung von Mumbai bewirkten, dass das Buch in dieser Stadt auf den Zensur-Index gesetzt wurde.
1999 entstand das Werk Der Boden unter ihren Füßen und 2001 der Roman Fury. Eine Sammlung skurriler Erzählungen heißt East, West. 2005 veröffentlichte Rushdie den Roman Shalimar the Clown, 2006 unter dem Titel Shalimar der Narr auf Deutsch erschienen. Für sein Lebenswerk wurde Salman Rushdie 1999 von der Freien Universität Berlin sowie der Universität Lüttich mit der Ehrendoktorwürde ausgezeichnet.

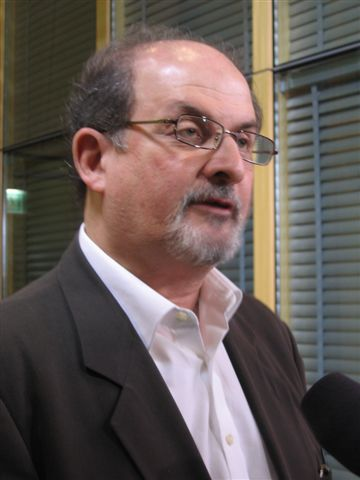
Salman Rushdie in Warschau (2006)

Von 2004 bis 2006 war er Präsident des PEN American Center und anschließend für zehn Jahre Vorsitzender des PEN World Voices International Literary Festival. Rushdie gehört zu den Unterzeichnern des Manifestes der 12 gegen den Islamismus als neue totalitäre Bedrohung, das am 1. März 2006 in der französischen Satirezeitschrift Charlie Hebdo veröffentlicht wurde.
Am 16. Juni 2007 teilte der Buckingham Palace mit, dass Königin Elisabeth II. beabsichtige, Rushdie zusammen mit 945 Sportlern, Kulturgrößen und Repräsentanten der Wirtschaft als Knight Bachelor in den Ritterstand zu erheben. Die Bekanntgabe löste offizielle diplomatische Proteste im Iran und in Pakistan aus; in beiden Ländern wurden die britischen Botschafter einbestellt. Das iranische Außenministerium nannte die Entscheidung, den „verhassten Apostaten“ zu ehren, einen eindeutigen Beweis für Islamophobie unter hochrangigen britischen Beamten. In Iran, Pakistan und Malaysia kam es anschließend zu teilweise gewalttätigen Straßenprotesten. In Kaschmir kam die Wirtschaft einen Tag lang zum Erliegen. Der Ritterschlag fand im Juni 2007 statt.

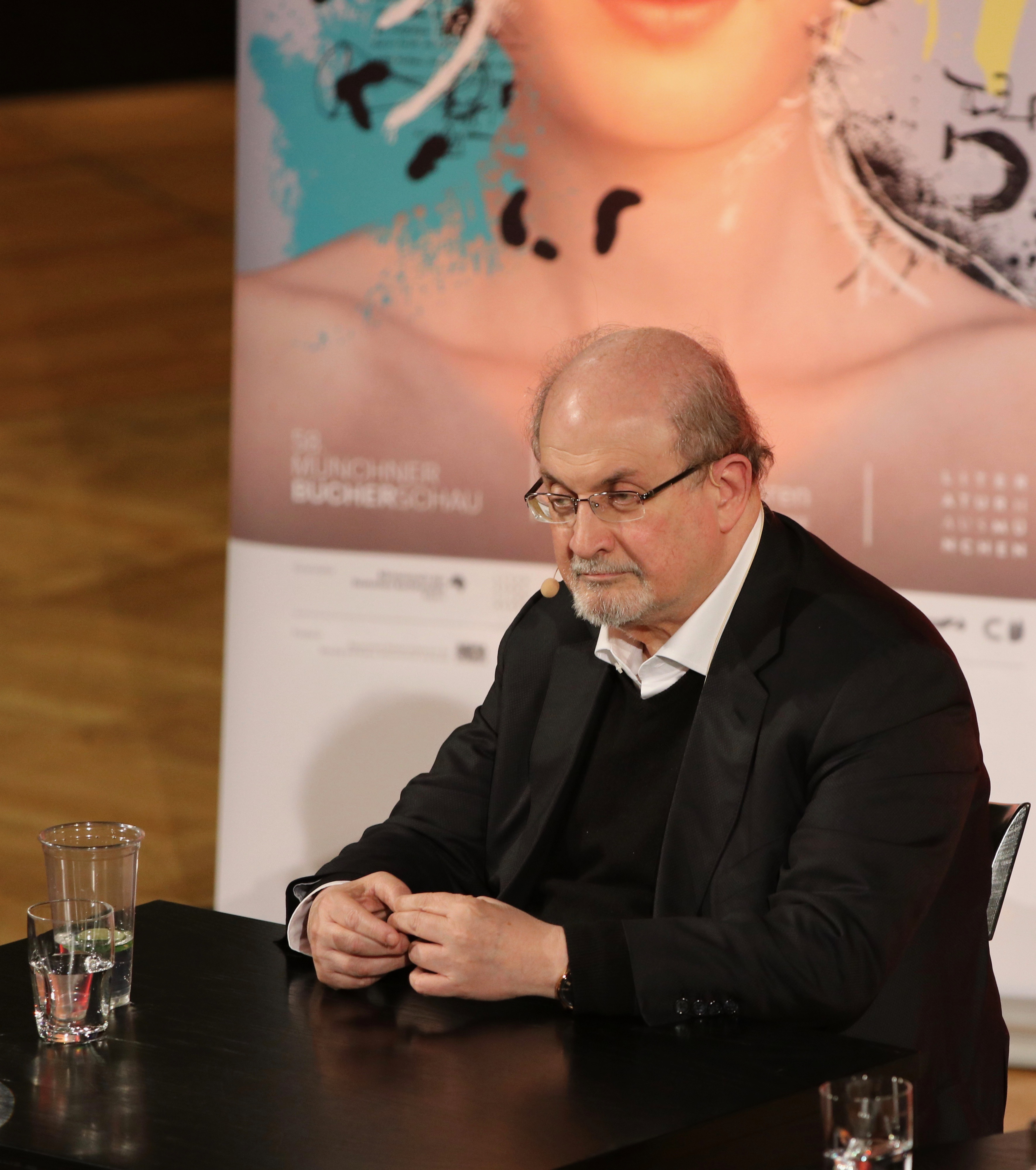
Salman Rushdie auf dem Literaturfest München (2017)

Nach zahlreichen Drohungen mit Gewaltausschreitungen und Mordaufruf von Islamisten sagte Rushdie die Teilnahme am größten Literaturfestival Indiens in Jaipur im Januar 2012 ab. Der gebürtige Inder hätte die Eröffnungsrede halten sollen. Rushdie selbst bekräftigte kurze Zeit später, er glaube, dass die gegen ihn erhobenen Drohungen in Wahrheit von der Polizei aus taktischen Gründen erfunden wurden, um ihn zum Rückzug zu motivieren und keine Unruhen auszulösen.
Im Frühjahr 2007 trat er eine fünfjährige Gastprofessur als Distinguished Writer in Residence an der Emory University in Atlanta an.

### Autobiographie und Messerangriff im August 2022
2012 veröffentlichte er unter dem Titel Joseph Anton seine Autobiografie. „Joseph Anton“ war der Deckname, den er sich nach Aufforderung der Polizei für sein Leben in der Anonymität zugelegt hatte. Es ist eine Kombination der Vornamen seiner beiden Lieblingsschriftsteller Joseph Conrad und Anton Tschechow. Das schonungslose Buch wird immer wieder als Rushdies bestes Werk angesehen.
Rushdie machte immer wieder auf die Gefahren aufmerksam, die von Religionen ausgehen können. So äußerte er sich 2015 nach dem Terroranschlag auf die Satirezeitschrift Charlie Hebdo: „Religion, eine mittelalterliche Form der Unvernunft, wird, wenn sie mit modernen Waffen kombiniert wird, zu einer echten Gefahr unserer Freiheiten. Derartiger religiöser Totalitarismus hat zu einer tödlichen Mutation im Herzen des Islams geführt und wir sehen heute die tragischen Folgen in Paris.“ Auf Rushdies Präsenz bei der Auftakt-Pressekonferenz der Frankfurter Buchmesse 2015 reagierte die iranische Regierung mit einer offiziellen Teilnahmeabsage; einige Verlage mit Sitz im Iran waren dennoch mit einem Stand vertreten, wenn auch nicht direkt neben dem großen offiziellen Stand, der leer blieb.
2019 gelangte er mit seinem Roman Quichotte zum fünften Mal auf die Shortlist des britischen Booker-Preises. Im März 2020 überlebte Rushdie im Alter von 72 Jahren einen schweren Verlauf der Covid-19-Krankheit. Er verarbeitete seine Erfahrungen im Essay Pandemie.
Am 12. August 2022 sollte Salman Rushdie an der Chautauqua Institution in Chautauqua, New York, an einer Podiumsdiskussion über die Schaffung sicherer Zufluchtstätten für verfolgte und bedrohte Autoren teilnehmen. Noch vor Beginn des Gesprächs stürmte ein islamistischer Attentäter auf die Bühne und verletzte ihn lebensgefährlich durch zahlreiche Messerstiche an Hals, Gesicht, Leber und Arm. Rushdie wurde mit einem Hubschrauber in ein nahegelegenes Krankenhaus geflogen, wo er notoperiert und zeitweise künstlich beatmet wurde. Salman Rushdie überlebte das Attentat nur knapp und ist seither auf dem rechten Auge blind. Funktion und Gefühl in den Fingerspitzen seiner Schreibhand blieben langfristig eingeschränkt. Ein halbes Jahr nach dem Angriff begann er mit der Arbeit an einem weiteren autobiographischen Werk: In Knife. Gedanken nach einem Mordversuch, das 2024 erschien, verarbeitete er die Ereignisse aus der eigenen Perspektive, aus der seiner Frau Eliza und aus der des Attentäters, den er nie bei seinem Namen nennt.
Der Angreifer, der 24-jährige Hadi M. aus New Jersey, wurde festgenommen. Der Sohn von Emigranten aus dem Libanon hatte in den sozialen Netzen mit dem Schiaextremismus und der iranischen Revolutionsgarde sympathisiert. Regierungsnahe iranische Medien begrüßten den Angriff und bezeichneten Rushdie unter anderem als „Satan auf dem Weg zur Hölle“. Dagegen äußerten sich demokratische Politiker aus aller Welt schockiert über die Tat. Der Chautauqua County Court sprach den Täter am 21. Februar 2025 des versuchten Mordes und der Körperverletzung schuldig. Am 16. Mai 2025 wurde das Strafmaß auf 25 Jahre festgelegt.
Im April 2023 erschien der Roman Victory City bei Penguin. Das historische Märchen spielt im Heimatland des Autors Indien im 14. Jahrhundert. Die 9-jährige Waise Pampa Kampana dient einer Göttin als „menschliche Hülle und (…) Sprachrohr“. Victory City wird neu geschaffen, damit „sich Frauen nie wieder verbrennen und dass Männer lernen Frauen mit neuem Blick zu sehen“. Am Ende ihres 247 Jahre langen Lebens erkennt die blinde Pampa, dass sich Torheit wiederholt. Der Roman endet mit dem Satz: „Worte sind die einzigen Sieger“ (auf Englisch: „Words are the only victors“) und einem doppelten Victory-Zeichen.

### Privatleben
Salman Rushdie hat fünfmal geheiratet. Er ist Vater von Zafar, dem 1979 geborenen Sohn aus erster Ehe mit Clarissa Luard, sowie von Milan, dem Sohn aus der Ehe mit Elizabeth West, der 1999 geboren wurde. Seit dem Jahr 2000 lebt Rushdie die meiste Zeit in der Nähe des Union Square in New York. 2004 heiratete Rushdie in vierter Ehe das in Indien geborene Model Padma Lakshmi. Nach drei Jahren zerbrach die Ehe. Im Herbst 2021 heiratete er die amerikanische Schriftstellerin Rachel Eliza Griffiths, mit der er seit 2017 in einer Beziehung lebte.

## Rezeption
Er gehört zu den bedeutendsten anglo-asiatischen Vertretern der zeitgenössischen englischen Literatur und der postkolonialen Literatur. Seine Romane und Erzählungen, die er mit phantastischen Elementen anreichert, werden dem Magischen Realismus zugerechnet.

## Auszeichnungen (Auswahl)
- 1981: Booker Prize (Rushdie erhielt auch die Auszeichnungen Booker of Bookers, 1993,[56] und The Best of the Booker, 2008,[57] die sein Werk als das beste aller bisherigen Booker-Gewinner auszeichneten.)
- 1992: Österreichischer Staatspreis für Europäische Literatur
- 1993: Ehren-Gastprofessur Massachusetts Institute of Technology (MIT)
- 1996: Aristeion-Literaturpreis der EU für sein Lebenswerk
- 1999: Ordre des Arts et des Lettres
- 2007: Knight Bachelor
- 2008: Ehrenmitglied der American Academy of Arts and Letters[58]
- 2014: Hans-Christian-Andersen-Literaturpreis
- 2015: Mailer Prize für sein Lebenswerk[59]
- 2018: Emperor Has No Clothes Award der Freedom From Religion Foundation[60]
- 2019: Welt-Literaturpreis[61]
- 2019: Schweizer Freidenkerpreis[62]
- 2022: Mitglied der American Academy of Arts and Sciences
- 2022: Order of the Companions of Honour (CH)
- 2023: Friedenspreis des Deutschen Buchhandels[63][64]

## Werke (auf Deutsch)

### Romane
- Grimus (Grimus, 1975). Kindler, München 1998; Rowohlt, Reinbek 2001, ISBN 3-499-22916-1
- Mitternachtskinder (Midnight’s Children, 1981). Piper, München 1983; Rowohlt, Reinbek 2005, ISBN 3-499-23832-2
- Scham und Schande (Shame, 1983). Piper, München 1985; Knaur, München 1996, ISBN 3-426-60285-7
- Die satanischen Verse (The Satanic Verses, 1988). Artikel-19-Verlag, o. O. 1989; Rowohlt, Reinbek 2006, ISBN 3-499-24257-5
- Harun und das Meer der Geschichten (Haroun and the Sea of Stories, 1990). Kindler, München 1991; Rowohlt, Reinbek 2005, ISBN 3-499-23936-1
- Des Mauren letzter Seufzer (The Moor’s Last Sigh, 1995). Kindler, München 1996; Rowohlt, Reinbek 2006, wieder 2017, ISBN 3-499-24121-8
- Der Boden unter ihren Füßen (The Ground Beneath Her Feet, 1999). Kindler, München 1999; Rowohlt, Reinbek 2000, ISBN 3-499-22889-0
- Wut (Fury, 2001). Kindler, München 2002; Rowohlt, Reinbek 2003, ISBN 3-499-23312-6
- Shalimar der Narr (Shalimar the Clown, 2005). Rowohlt, Reinbek 2006; Übers. Bernhard Robben. Taschenbuch ebd. 2007, ISBN 978-3-499-23931-1
- Die bezaubernde Florentinerin (The Enchantress of Florence, 2008). Übers. Bernhard Robben. Rowohlt, Reinbek 2009; Taschenbuch ebd. 2010, ISBN 978-3-499-24922-8
- Luka und das Lebensfeuer (Luka and the Fire of Life, 2010). Übers. Bernhard Robben. Rowohlt, Reinbek 2011; Taschenbuch ebd. 2012, ISBN 978-3-499-25532-8
- Zwei Jahre, acht Monate und achtundzwanzig Nächte (Two Years Eight Months and Twenty-Eight Nights, 2015). Roman. Aus dem Englischen von Sigrid Ruschmeier. C.Bertelsmann, München 2015, ISBN 978-3-570-10274-9.[65]
- Golden House (The Golden House, 2017). Roman. Übers. Sabine Herting. C. Bertelsmann, München 2017, ISBN 978-3-570-10333-3
- Quichotte (Quichotte, 2019). Roman. Übers. Sabine Herting. C. Bertelsmann, München 2019, ISBN 978-3-570-10399-9
- Victory City (Victory City, 2023). Roman. Übers. Bernhard Robben. Penguin, München 2023, ISBN 978-3-328-60294-1

### Autobiographische Werke
- Joseph Anton: Die Autobiografie. (Originaltitel: Joseph Anton: A Memoir. 2012). Aus dem Englischen übersetzt von Verena von Koskull und Bernhard Robben. Bertelsmann, München 2012, ISBN 978-3-570-10114-8.
- Knife. Gedanken nach einem Mordversuch. (Knife. Meditations After an Attempted Murder. 2024). Aus dem Englischen von Bernhard Robben. Penguin, München 2024, ISBN 978-3-328-60327-6.

### Sonstige Schriften
- Das Lächeln des Jaguars. Eine Reise durch Nicaragua (The Jaguar Smile. A Nicaraguan Journey). Piper, München 1987; Rowohlt, Reinbek 2009, ISBN 978-3-499-24871-9
- Osten, Westen (East, West). Kurzgeschichten. Kindler, München 1995; Rowohlt, Reinbek 2010, ISBN 978-3-499-24960-0
- Der Zauberer von Oz (The Wizard of Oz). Edition Phantasia, Bellheim 1999, ISBN 3-924959-53-6
- Heimatländer der Phantasie. Essays und Kritiken 1981–1991 (Imaginary Homelands). Kindler, München 1992, ISBN 3-463-40155-X
- Überschreiten Sie diese Grenze! Schriften 1992–2002 (Step Across This Line). Rowohlt, Reinbek 2004, ISBN 3-498-05773-1
- Sprachen der Wahrheit. Texte 2003–2020 (Languages of Truth). Bertelsmann, München 2021, ISBN 978-3-570-10408-8

## Trivia
- Salman Rushdie stellte in einer Gastrolle in dem Spielfilm Bridget Jones – Schokolade zum Frühstück (2001) sich selbst dar.
- Im Film Then She Found Me (USA 2007) stellt er in einer Nebenrolle den Arzt „Dr. Masani“ dar.
- In der dritten Folge der neunten Staffel der Serie Lass es, Larry! hat Rushdie einen Gastauftritt. Die Erstausstrahlung der Folge ist 2017.
- Dietmar Luz veröffentlichte 1994 den Roman Fatwa – das Urteil zum Leben Rushdies „im Untergrund“.[66]
- In dem Roman Gottes kleiner Krieger von Kiran Nagarkar wird die Reaktion eines radikalen Islamisten auf Die satanischen Verse thematisiert, die bis zu einem versuchten Anschlag auf Rushdie führt.
- Für die gleichnamige Verfilmung des Romans Mitternachtskinder durch Deepa Mehta schrieb Salman Rushdie das Drehbuch.